# Kizel
Kizel è una città della Russia europea nordorientale (Territorio di Perm'); è il capoluogo dell'omonimo circondario urbano.
Sorge nella parte orientale del Territorio di Perm', nel pedemonte degli Urali sulle sponde del fiume omonimo, 200 chilometri a nordest del capoluogo Perm'.